# Simão Pedro Fonseca Sabrosa
Simão Pedro Fonseca Sabrosa (nascut a Constantim, Vila Real, Portugal el 31 d'octubre de 1979) és un exfutbolista professional portuguès que jugava com a extrem.
El 27 d'agost de 2009 jugà com a titular el partit de la Supercopa d'Europa 2010 en què l'Atlético de Madrid es va enfrontar a l'Inter de Milà, i va guanyar el títol, per 2 a 0.
Va fitxar pel RCD Espanyol la temporada 2012-13. El maig de 2014, després de dues temporades al RCD Espanyol, el club va anunciar que no renovaria el seu contracte.

## Palmarès

### Atlético de Madrid

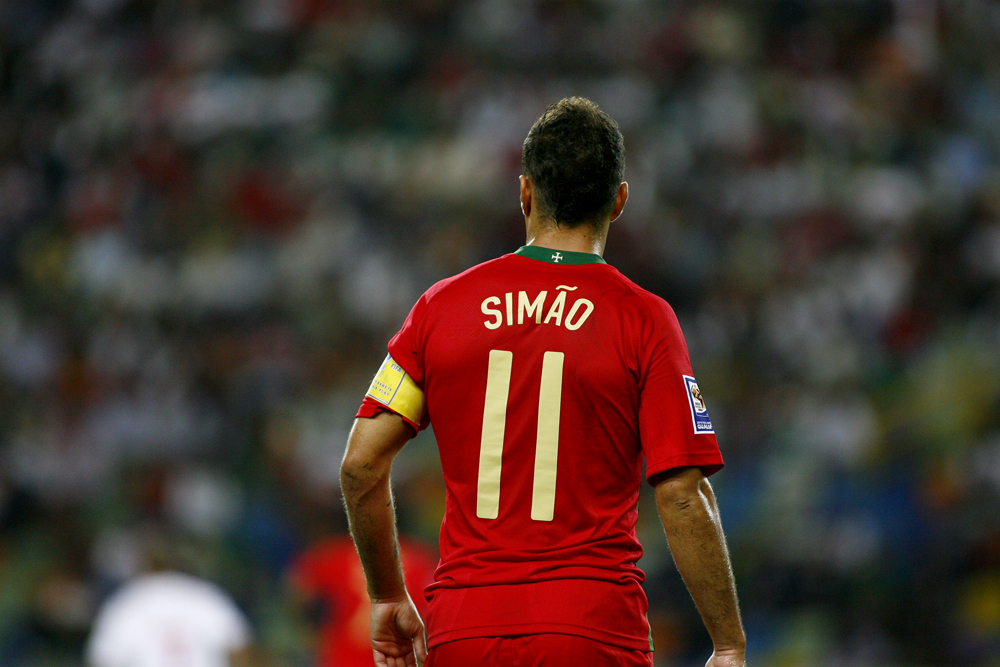
Simão jugant amb Portugal

- Lliga Europa de la UEFA (2009-10)
- Supercopa d'Europa de futbol (2010)[1]

.